# ناحیه بارک ریور، میشیگان
ناحیه بارک ریور (به انگلیسی: Bark River Township) یک منطقهٔ مسکونی در ایالات متحده آمریکا است که در شهرستان دلتا، میشیگان واقع شده‌است.
 ناحیه بارک ریور ۱۱۸٫۲ کیلومتر مربع مساحت و ۱٬۵۷۸ نفر جمعیت دارد و ۲۱۶ متر بالاتر از سطح دریا واقع شده‌است.